# Circunscripción electoral de Álava

Circunscripción de Álava
Cortes Generales* Congreso: 4 escaños (de 350)
- Senado: 4 senadores (de 266)Parlamento Vasco* 25 escaños (de 75)

Álava es una de las 52 circunscripciones electorales españolas utilizadas como distritos electorales para el Congreso de los Diputados y el Senado, que son las Cámaras Baja y Alta del Parlamento español. Le corresponden 4 diputados y 4 senadores.
También es una de las 3 circunscripciones electorales del País Vasco para las elecciones autonómicas, en que elige 25 parlamentarios. Se corresponde con la provincia homónima.

## Ámbito de la circunscripción y sistema electoral
En virtud de los artículos 68.2 y 69.2 de la Constitución Española de 1978 los límites de la circunscripción debe ser los mismos que los de la provincia de Álava, y en virtud del artículo 140, esto solo puede modificarse con la aprobación del Congreso de los Diputados. El voto es sobre la base de sufragio universal secreto. En virtud del artículo 12 de la constitución, la edad mínima para votar es de 18 años.
En el caso del Congreso de los Diputados, el sistema electoral utilizado es a través de una lista cerrada con representación proporcional y con escaños asignados usando el método D'Hondt. Solo las listas electorales con el 3 % o más de todos los votos válidos emitidos, incluidos los votos «en blanco», es decir, para «ninguna de las anteriores», se pueden considerar para la asignación de escaños. En el caso del Senado, el sistema electoral sigue el escrutinio mayoritario plurinominal. Se eligen cuatro senadores y los partidos pueden presentar un máximo de tres candidatos. Cada elector puede escoger hasta tres senadores, pertenezcan o no a la misma lista. Los cuatro candidatos más votados son elegidos.

## Parlamento Vasco

### Diputados obtenidos por partido (1980-2024)
|                        | Eusko Alkartasuna                               | EA       |    |    | 4  | 2  | 2  | 1  |      |    | 0  | 6d | 5  | 6  | 8  |
|                        | Euskal Herria Bildu                             | EH Bildu |    |    |    |    |    |    |      |    |    | 6d | 5  | 6  | 8  |
|                        | Partido Nacionalista Vasco                      | EAJ-PNV  | 7  | 9  | 5  | 6  | 6  | 6  | 9    | 8  | 8  | 7  | 8  | 9  | 7  |
|                        | Partido Socialista de Euskadi-Euskadiko Ezkerra | PSE-EE   | 3  | 7  | 7  | 6  | 4  | 5  | 5    | 7  | 9  | 6  | 3  | 4  | 4  |
|                        | Partido Popular del País Vasco                  | PP Vasco | 1  | 4  | 1  | 3  | 4  | 7  | 9    | 7  | 6  | 5  | 5  | 3e | 4  |
|                        | Sumar                                           | SUMAR    |    |    |    |    |    |    |      |    |    |    |    |    | 1  |
|                        | Vox                                             | VOX      |    |    |    |    |    |    |      |    |    |    | 0  | 1  | 1  |
|                        | Ezker Anitza-Izquierda Unida                    | EzAn-IU  |    |    |    |    | 2  | 1  | 1    | 1  |    |    | 4  | 2  |    |
|                        | Elkarrekin Podemos                              | PODEMOS  |    |    |    |    |    |    |      |    |    |    | 4  | 2  |    |
| Partidos desaparecidos |                                                 |          |    |    |    |    |    |    |      |    |    |    |    |    |    |
|                        | Herri Batasuna                                  | HB       | 3  | 3  | 3  | 3  | 2  | 3  | 1    | 2  |    |    |    |    |    |
|                        | Unidad Alavesa                                  | UA       |    |    |    | 3  | 5  | 2  | (1)c |    |    |    |    |    |    |
|                        | Euskadiko Ezkerra                               | EE       | 2  | 2  | 3  | 2  | a  |    |      |    |    |    |    |    |    |
|                        | Unión de Centro Democrático                     | UCD      | 4  |    | 2  |    |    |    |      |    |    |    |    |    |    |
|                        | Unión Progreso y Democracia                     | UPyD     |    |    |    |    |    |    |      |    | 1  | 1  |    |    |    |
|                        | Aralar                                          | ARALAR   |    |    |    |    |    |    |      |    | 1  | d  |    |    |    |
| Total                  | Total                                           | Total    | 20 | 25 | 25 | 25 | 25 | 25 | 25   | 25 | 25 | 25 | 25 | 25 | 25 |

a Euskadiko Ezkerra se integró en la federación vasca del PSOE en 1993.

b Eusko Alkartasuna se presentó en coalición con el PNV en 2001 y 2005; los 2 escaños están incluidos dentro de los 9 y 8 respectivamente del PNV.

c Unidad Alavesa se presentó en coalición con el PP en 2001; el escaño mostrado está incluido dentro de los 9 del PP.

d En 2012, Eusko Alkartasuna, Aralar y otras formaciones de la denominada izquierda abertzale se unieron para formar la coalición EH Bildu.

e El Partido Popular del País Vasco se unió con Ciudadanos-Partido de la Ciudadanía en la coalición PP+Cs.

## Congreso de los Diputados

### Diputados obtenidos por partido (1977-2023)
| Candidatura            | Candidatura                | 1977 | 1979 | 1982 | 1986 | 1989 | 1993 | 1996 | 2000 | 2004 | 2008 | 2011 | 2015 | 2016 | 2019 (I) | 2019 (II) | 2023 |
| ---------------------- | -------------------------- | ---- | ---- | ---- | ---- | ---- | ---- | ---- | ---- | ---- | ---- | ---- | ---- | ---- | -------- | --------- | ---- |
|                        | PSE-EE (PSOE)              | 1    | 1    | 2    | 2    | 2    | 2    | 1    | 1    | 2    | 2    | 1    | 1    | 1    | 1        | 1         | 1    |
|                        | Partido Nacionalista Vasco | 1    | 1    | 1    | 1    | 1    | 1    | 1    | 1    | 1    | 1    | 1    | 1    | 1    | 1        | 1         | 1    |
|                        | Partido Popular            |      |      | 1    | 1    | 1    | 1    | 2    | 2    | 1    | 1    | 1    | 1    | 1    | 0        | 0         | 1    |
|                        | Euskal Herria Bildu        |      |      |      |      |      |      |      |      |      |      | 1    | 0    | 0    | 1        | 1         | 1    |
|                        | Elkarrekin Podemos         |      |      |      |      |      |      |      |      |      |      |      | 1    | 1    | 1        | 1         | 0    |
| Partidos desaparecidos |                            |      |      |      |      |      |      |      |      |      |      |      |      |      |          |           |      |
|                        | UCD                        | 2    | 2    |      |      |      |      |      |      |      |      |      |      |      |          |           |      |
| Total                  | Total                      | 4    | 4    | 4    | 4    | 4    | 4    | 4    | 4    | 4    | 4    | 4    | 4    | 4    | 4        | 4         | 4    |

## Diputados electos

### Diputados elegidos para la Legislatura Constituyente (1977-1979)
| Partidos y coaliciones | Votos  | %     | Escaños | Miembros electos                                |
| ---------------------- | ------ | ----- | ------- | ----------------------------------------------- |
| (UCD)                  | 38.338 | 30,97 | 2       | Pedro Morales Moya Jesús María Viana Santa Cruz |
| (PSE-PSOE)             | 34.066 | 27,52 | 1       | José Antonio Aguiriano Forniés                  |
| (PNV)                  | 21.678 | 17,51 | 1       | José Ángel Cuerda Montoya                       |

### Diputados elegidos para la I Legislatura (1979-1982)
| Partidos y coaliciones | Votos  | %     | Escaños | Miembros electos |
| ---------------------- | ------ | ----- | ------- | --- |
| (UCD)                  | 29.625 | 25,51 | 2       | José Nasarre de Letosa Conde Jesús María Viana Santa Cruz (1979-1980) María Josefa Lafuente Orive (sustituye al anterior) |
| (PNV)                  | 26.722 | 23,01 | 1       | José Ángel Cuerda Montoya (1979) Joseba Mirena Azkárraga Rodero (sustituye al anterior)                                   |
| (PSE-PSOE)             | 24.891 | 21,44 | 1       | José Antonio Aguiriano Forniés (1979-1980) Carlos Solchaga Catalán (sustituye al anterior)                                |

### Diputados elegidos para la II Legislatura (1982-1986)
| Partidos y coaliciones | Votos  | %     | Escaños | Miembros electos |
| ---------------------- | ------ | ----- | ------- | --- |
| (PSE-PSOE)             | 51.674 | 35,54 | 2       | José María Benegas Haddad (1982-1984) Francisco Javier Rojo García (sustituye al anterior) Ángel José Gavilán Arganda |
| (PNV)                  | 32.103 | 22,08 | 1       | José María Ollora Ochoa de Aspuru (1982-1983) María Mercedes Villacián Peñalosa (sustituye al anterior)               |
| (AP)                   | 27.974 | 19,24 | 1       | Marcelino Oreja Aguirre (1982-1984) Iñigo de Otazu Zulueta (sustituye al anterior)                                    |

### Diputados elegidos para la III Legislatura (1986-1989)
| Partidos y coaliciones | Votos  | %     | Escaños | Miembros electos                                            |
| ---------------------- | ------ | ----- | ------- | ----------------------------------------------------------- |
| (PSE-PSOE)             | 45.259 | 33,38 | 2       | Luis Alberto Aguiriano Forniés Francisco Javier Rojo García |
| (PNV)                  | 26.030 | 19,20 | 1       | Emilio Olabarría Muñoz                                      |
| (AP)                   | 21.600 | 15,93 | 1       | Ramón Rabanera Rivacoba                                     |

### Diputados elegidos para la IV Legislatura (1989-1993)
| Partidos y coaliciones | Votos  | %     | Escaños | Miembros electos                                            |
| ---------------------- | ------ | ----- | ------- | ----------------------------------------------------------- |
| (PSE-PSOE)             | 35.723 | 26,12 | 2       | Luis Alberto Aguiriano Forniés Francisco Javier Rojo García |
| (PNV)                  | 23.247 | 17,00 | 1       | Emilio Olabarría Muñoz                                      |
| (PP)                   | 19.427 | 14,20 | 1       | José Manuel Barquero Vázquez                                |

### Diputados elegidos para la V Legislatura (1993-1996)
| Partidos y coaliciones | Votos  | %     | Escaños | Miembros electos                                                                     |
| ---------------------- | ------ | ----- | ------- | ------------------------------------------------------------------------------------ |
| (PSE-EE/PSOE)          | 40.860 | 26,45 | 2       | Luis Alberto Aguiriano Forniés Arantza Mendizábal Gorostiaga                         |
| (PP)                   | 30.652 | 19,85 | 1       | Marcelino Oreja Aguirre (1993-1994) Javier Sampedro Sampedro (sustituye al anterior) |
| (PNV)                  | 26.321 | 17,04 | 1       | Emilio Olabarría Muñoz                                                               |

### Diputados elegidos para la VI Legislatura (1996-2000)
| Partidos y coaliciones | Votos  | %     | Escaños | Miembros electos |
| ---------------------- | ------ | ----- | ------- | --- |
| (PP)                   | 45.731 | 27,73 | 2       | Rafael Cámara Rodríguez Jaime Mayor Oreja                                                                                                   |
| (PSE-EE/PSOE)          | 42.561 | 25,80 | 1       | Luis Alberto Aguiriano Forniés |
| (PNV)                  | 33.731 | 20,47 | 1       | Emilio Olabarría Muñoz (1996) María Jesús Aguirre Uribe (sustituye al anterior, 1996-1997) Carlos Caballero Basáñez (sustituye al anterior) |

### Diputados elegidos para la VII Legislatura (2000-2004)
| Partidos y coaliciones | Votos  | %     | Escaños | Miembros electos |
| ---------------------- | ------ | ----- | ------- | --- |
| (PP)                   | 66.267 | 40,33 | 2       | Alfonso Alonso Aranegui (2000-2002) María Teresa Sagarna Alberdi (sustituye al anterior) Rafael Cámara Rodríguez (2000-2003) Santiago Abascal Escuza (sustituye al anterior) |
| (PSE-EE/PSOE)          | 41.182 | 25,06 | 1       | Ramón Jáuregui Atondo |
| (PNV)                  | 35.155 | 21,39 | 1       | Juan José Otxoa de Eribe Elorza |

### Diputados elegidos para la VIII Legislatura (2004-2008)
| Partidos y coaliciones | Votos  | %     | Escaños | Miembros electos                                                                 |
| ---------------------- | ------ | ----- | ------- | -------------------------------------------------------------------------------- |
| (PSE-EE/PSOE)          | 56.137 | 31,24 | 2       | Ramón Jáuregui Atondo Pilar Unzalu Pérez de Eulate                               |
| (PP)                   | 48.992 | 27,26 | 1       | Jaime Mayor Oreja (2004) María Eugenia Martín Mendizábal (sustituye al anterior) |
| (PNV)                  | 35.155 | 21,39 | 1       | Juan José Otxoa de Eribe Elorza                                                  |

### Diputados elegidos para la IX Legislatura (2008-2011)
| Partidos y coaliciones | Votos  | %     | Escaños | Miembros electos |
| ---------------------- | ------ | ----- | ------- | --- |
| (PSE-EE/PSOE)          | 69.479 | 41,36 | 2       | Ramón Jáuregui Atondo (2008-2009) María Teresa Rodríguez Barahona (sustituye al anterior) Pilar Unzalu Pérez de Eulate (2008-2009) José Javier Lasarte Iribarren (sustituye al anterior) |
| (PP)                   | 45.276 | 26,95 | 1       | Alfonso Alonso Aranegui |
| (PNV)                  | 31.983 | 19,04 | 1       | Emilio Olabarría Muñoz |

### Diputados elegidos para la X Legislatura (2011-2015)
| Partidos y coaliciones | Votos  | %     | Escaños | Miembros electos                                                                          |
| ---------------------- | ------ | ----- | ------- | ----------------------------------------------------------------------------------------- |
| (PP)                   | 46.034 | 27,48 | 1       | Alfonso Alonso Aranegui                                                                   |
| (PSE-EE/PSOE)          | 39.698 | 23,70 | 1       | Ramón Jáuregui Atondo (2011-2014) María Teresa Rodríguez Barahona (sustituye al anterior) |
| (AMAIUR)               | 32.439 | 19,37 | 1       | Iker Urbina Fernández                                                                     |
| (PNV)                  | 31.931 | 19,06 | 1       | Emilio Olabarría Muñoz                                                                    |

### Diputados elegidos para la XI Legislatura (2015-2016)
| Partidos y coaliciones   | Votos  | %     | Escaños | Miembros electos                       |
| ------------------------ | ------ | ----- | ------- | -------------------------------------- |
| (PODEMOS/AHAL DUGU-EQUO) | 48.413 | 27,22 | 1       | Juan Antonio López de Uralde Garmendia |
| (PP)                     | 33.683 | 18,94 | 1       | Alfonso Alonso Aranegui                |
| (PNV)                    | 28.352 | 15,94 | 1       | Mikel Legarda Uriarte                  |
| (PSE-EE/PSOE)            | 25.331 | 14,24 | 1       | José Javier Lasarte Iribarren          |

### Diputados elegidos para la XII Legislatura (2016-2019)
| Partidos y coaliciones | Votos  | %     | Escaños | Miembros electos                                                                       |
| ---------------------- | ------ | ----- | ------- | -------------------------------------------------------------------------------------- |
| (UNIDOS PODEMOS)       | 51.602 | 30,87 | 1       | Juan Antonio López de Uralde Garmendia                                                 |
| (PP)                   | 34.162 | 20,44 | 1       | Alfonso Alonso Aranegui (2016) Javier Ignacio Maroto Aranzábal (sustituye al anterior) |
| (PNV)                  | 26.671 | 15,95 | 1       | Mikel Legarda Uriarte                                                                  |
| (PSE-EE/PSOE)          | 26.353 | 15,76 | 1       | José Javier Lasarte Iribarren                                                          |

### Diputados elegidos para la XIII Legislatura (2019-2019)
| Partidos y coaliciones    | Votos  | %     | Escaños | Miembros electos                       |
| ------------------------- | ------ | ----- | ------- | -------------------------------------- |
| (EAJ-PNV)                 | 40.300 | 22,72 | 1       | Mikel Legarda Uriarte                  |
| (PSE-EE (PSOE))           | 39.722 | 22,40 | 1       | María Isabel Celaá Diéguez             |
| (PODEMOS-IU-EQUO BERDEAK) | 31.469 | 17,74 | 1       | Juan Antonio López de Uralde Garmendia |
| (EH Bildu)                | 24.747 | 13,95 | 1       | Iñaki Ruiz de Pinedo Undiano           |

### Diputados elegidos para la XIV Legislatura (2019-2023)
| Partidos y coaliciones | Votos  | %     | Escaños | Miembros electos                       |
| ---------------------- | ------ | ----- | ------- | -------------------------------------- |
| (EAJ-PNV)              | 40.127 | 23,59 | 1       | Mikel Legarda Uriarte                  |
| (PSE-EE (PSOE))        | 37.325 | 21,94 | 1       | María Isabel Celaá Diéguez             |
| (PODEMOS-IU)           | 27.992 | 16,46 | 1       | Juan Antonio López de Uralde Garmendia |
| (EH Bildu)             | 27.364 | 16,09 | 1       | Iñaki Ruiz de Pinedo Undiano           |

### Diputados elegidos para la XV Legislatura (2023-actualidad)
| Partidos y coaliciones | Votos  | %     | Escaños | Miembros electos             |
| ---------------------- | ------ | ----- | ------- | ---------------------------- |
| (PSE-EE (PSOE))        | 46.775 | 27,66 | 1       | Daniel Senderos Oraá         |
| (EH Bildu)             | 32.987 | 19,51 | 1       | Iñaki Ruiz de Pinedo Undiano |
| (PP)                   | 30.212 | 17,87 | 1       | Javier De Andrés Guerra      |
| (EAJ-PNV)              | 28.075 | 16,60 | 1       | Mikel Legarda Uriarte        |

## Senado

### Senadores obtenidos por partido (1977-2023)
| Candidatura            | Candidatura                | 1977 | 1979 | 1982 | 1986 | 1989 | 1993 | 1996 | 2000 | 2004 | 2008 | 2011 | 2015 | 2016 | 2019 (I) | 2019 (II) | 2023 |
| ---------------------- | -------------------------- | ---- | ---- | ---- | ---- | ---- | ---- | ---- | ---- | ---- | ---- | ---- | ---- | ---- | -------- | --------- | ---- |
|                        | PSE-EE (PSOE)              | 2    | 0    | 3    | 3    | 3    | 3    | 1    | 1    | 3    | 3    | 1    | 0    | 0    | 1        | 1         | 3    |
|                        | Partido Popular            | 0    | 0    | 0    | 0    | 0    | 1    | 3    | 3    | 1    | 1    | 3    | 1    | 1    | 0        | 0         | 0    |
|                        | Partido Nacionalista Vasco | 1    | 2    | 1    | 1    | 0    | 0    | 0    | 0    | 0    | 0    | 0    | 0    | 0    | 3        | 3         | 0    |
|                        | Elkarrekin Podemos         |      |      |      |      |      |      |      |      |      |      |      | 3    | 3    | 0        | 0         | 0    |
|                        | Euskal Herria Bildu        |      |      |      |      |      |      |      |      |      |      |      | 0    | 0    | 0        | 0         | 1    |
| Partidos desaparecidos |                            |      |      |      |      |      |      |      |      |      |      |      |      |      |          |           |      |
|                        | UCD                        | 1    | 2    |      |      |      |      |      |      |      |      |      |      |      |          |           |      |
| Total                  | Total                      | 4    | 4    | 4    | 4    | 4    | 4    | 4    | 4    | 4    | 4    | 4    | 4    | 4    | 4        | 4         | 4    |